# Xian de Majiang
Le xian de Majiang (麻江县 ; pinyin : Májiāng Xiàn) est un district administratif de la province du Guizhou en Chine. Il est placé sous la juridiction de la préfecture autonome miao et dong de Qiandongnan.

## Démographie
La population du district était de 203 990 habitants en 1999.